# Thang Nguyên
Thang Nguyên (chữ Hán giản thể: 汤原县, âm Hán Việt: Thang Nguyên huyện) là một huyện thuộc địa cấp thị Giai Mộc Tư, tỉnh Hắc Long Giang, Cộng hòa Nhân dân Trung Hoa. Huyện này có diện tích 3230, dân số 27.000 người. Mã số bưu chính của Thang Nguyên là 154700. Chính quyền nhân dân huyện Thang Nguyên đóng tại trấn Thang Nguyên. Huyện này được chia thành 4 trấn, 6 hương. 
- Trấn: Thanh Nguyên, Trúc Liêm, Xuân Lan, Hạc Lập.
- Hương: Thái Bình Xuyên, Vĩnh Phát, Thang Vượng, Cát Tường, Thắng Lợi, Chấn Hưng.